# Compsopogon
Compsopogon (deutsch: Bartalgen) ist eine Gattung (Biologie) von Rotalgen. Sie ist der einzige Vertreter der Familie Compsopogonaceae.
Die Typusart, Compsopogon caeruleus (englisch staghorn algae ‚Hirschhornalge‘) lebt im Süßwasser. Sie ist eine häufige Plage in Süßwasseraquarien. Sie kommt in Nordamerika, Südamerika, Europa, Afrika, Asien, Australasien und Ozeanien vor.
Compsopogon-Arten vertragen insgesamt ein breites Spektrum an Bedingungen in Süßwasserläufen und gelegentlich auch in Brackwasser-Lagunen und Ästuaren (Flussmündungen ins Meer).
Diese Rotalgen vermehren sich durch ungeschlechtliche Sporen.

## Beschreibung

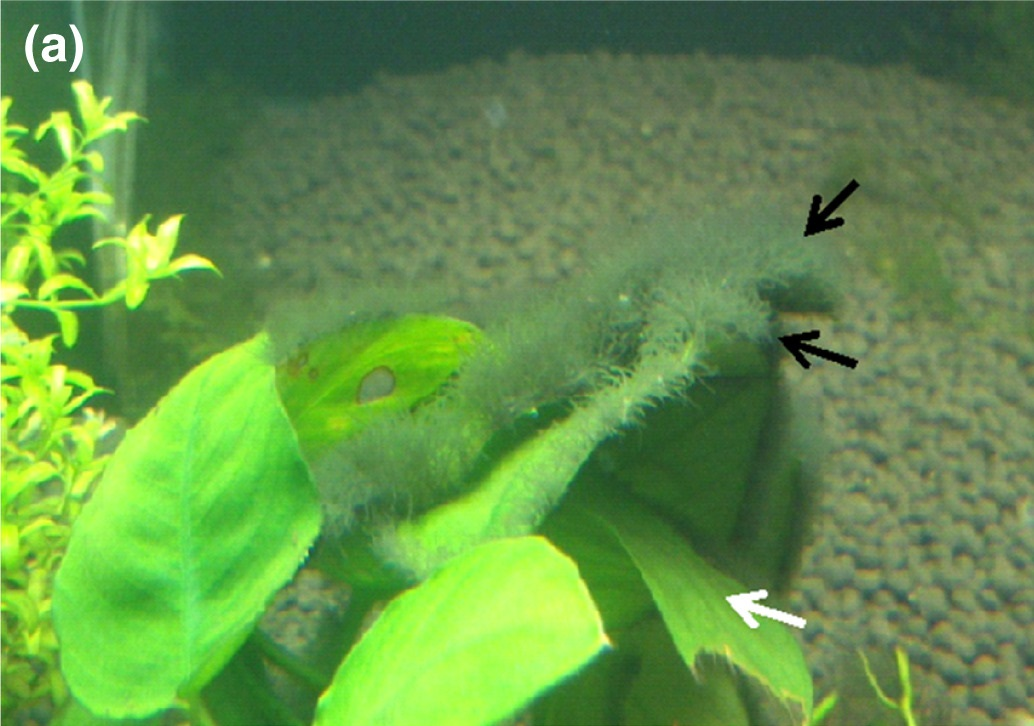
Die epiphytische Süßwasser-Makroalge Compsopogon coeruleus [C. caeruleus], Stamm THU.369 (schwarzer Pfeil), als „Anhalter“ auf der Wasserzierpflanze Aubulias barteri (weißer Pfeil). Taoyuan, Taiwan.

Bartalgen ähneln den als Pinselalgen bezeichneten Rotalgen-Gattungen, haben aber deutlich längere Auswüchse (mehrere Zentimeter), von denen sich dir längeren wie lange Barthaare kräuseln und in der Strömung treiben.
Die Compsopogon-Arten haben einen Thallus aus einfachen zylindrischen Zellen, die sich innerhalb großer, bedeckter Rindenzellen befinden.
Bei einem reiferen und größeren Thallus können die inneren Zellen aufgelöst sein, so dass nur die äußere Rinde übrig bleibt.
Die Farbe der Bartalgen variiert in verschiedenen Grau- bis Grüntönen.
In Alkohol eingelegt, verfärben sich die Algen (wie auch bei den Pinselalgen) deutlich rot.
Man findet Bartalgen (ähnlich wie Pinselalgen) in Aquarien an den Blatträndern von Wasserpflanzen (als Epiphyten, z. B. auf Anubias barteri/Aubulias barteri), Dekoration und Technikzubehör.
Da sie die die Strömung lieben, findet man sie in Aquarien oft in der Nähe der Wasserfilter. Sie verwachsen sehr fest mit dem Substrat.

## Fressfeinde
Bartalgen scheinen von den gängigen algenfressenden Tieren weitgehend gemieden zu werden.
Fressfeinde sind die Siamesische Rüsselbarbe (Crossocheilus oblongus) und der Schwanzfleck-Algenfresser (auch Netzpinselalgenfresser genannt, Crossocheilus reticulatus).

## Aquaristik
Bartalgen sind gewöhnlich in Aquarien unerwünscht.
Ihr Auftreten kann ein Zuviel an Eisendünger anzeigen. Eine Konzentration von 0,05 bis 0,1 mg/ℓ Eisen (Fe) sollte über längere Zeit nicht überschritten werden. Weitere Zielwerte für andere Mineral- und Nährstoffe finden sich in einschlägigen Empfehlungen.
Außerdem wird ein regelmäßiger Wasserwechsel empfohlen.
Ggf. kann das Wasser von Algensporen durch UVC-Sterilisation entkeimt werden, indem man es durch einen UVC-Sterilisator laufen lässt (hilft auch gegen andere Algen wie Pinselalgen).
Hartnäckiger Befall kann mit Wasserstoffperoxid und anderen Mitteln behandelt werden.
Weitere Methoden zur Dekontamination des Aquarien-Inventars (Kochsalz, Auskochen etc.) finden sich in der gängigen Literatur.

## Artenliste
C. caeruleus weist in Studien aus Feldbeobachtungen eine große phänotypische Plastizität auf, so dass in der Vergangenheit viele Compsopogon-Arten beschrieben wurden, während sie heute als eine einzige Art C. caeruleus gelten. Ob die Gattung monotypisch ist (aus nur einer einzigen Art besteht), wird daher diskutiert.
Es gibt zwei Hauptmorphologien bei Compsopogon, eine mit regelmäßigen polyedrischen Rindenzellen (Morphologie caeruleus), die andere mit unregelmäßigen Rindenzellen und zusätzlichen Rhizoiden, d. h. „Wurzelhaaren“ (Morphologie leptoclados).
Artenliste (Stand 3. Dezember 2024):
Compsopogon Montagne, 1846(A,N,W) [Compsopogonopsis V. K.Krishnamurthy 1962,(W) Pericystis J. Agardh 1847(W)]
- Compsopogon argentinensis Pujals 1967(A,W)
- Compsopogon caeruleus (Balbis ex C. Agardh) Montagne 1846(A,N,W) [C. leptoclados Montagne 1850,(N) C. coeruleus,(N) C. oishii Okamura 1815(N) Conferva caerulea Balbis ex C. Agardh, 1824(N)][4] (Typusart(A))
- Compsopogon corinaldii (Meneghini) Kützing 1857(A,W)
- Compsopogon helwanii El-Gamal & Salah El-Din 1999(A,W)
- Compsopogon hookeri Montagne, 1846(N)  – in der AlgaeBase ein Synonym für C. caeruleus(A)
- Compsopogon iyengarii Krishnamurthy, 1957(W) – gemäß AlgaeBase ein Synonym für C. caeruleus(A)
- Compsopogon lividus De Toni 1897(W) – gemäß AlgaeBase ein Synonym für C. caeruleus(A)
- Compsopogon occidentalis Tracanna, 1980(?A,W)
- Compsopogon sparsus S. L. Xie & Y. J. Ling 1998(A,W)

- (A)W– AlgaeBase
- (N)W– Taxonomie des National Center for Biotechnology Information (NCBI)[11]
- (W)N– World Register of Marine Species (WoRMS)[12]

   ? – unsicher

## Bildergalerie

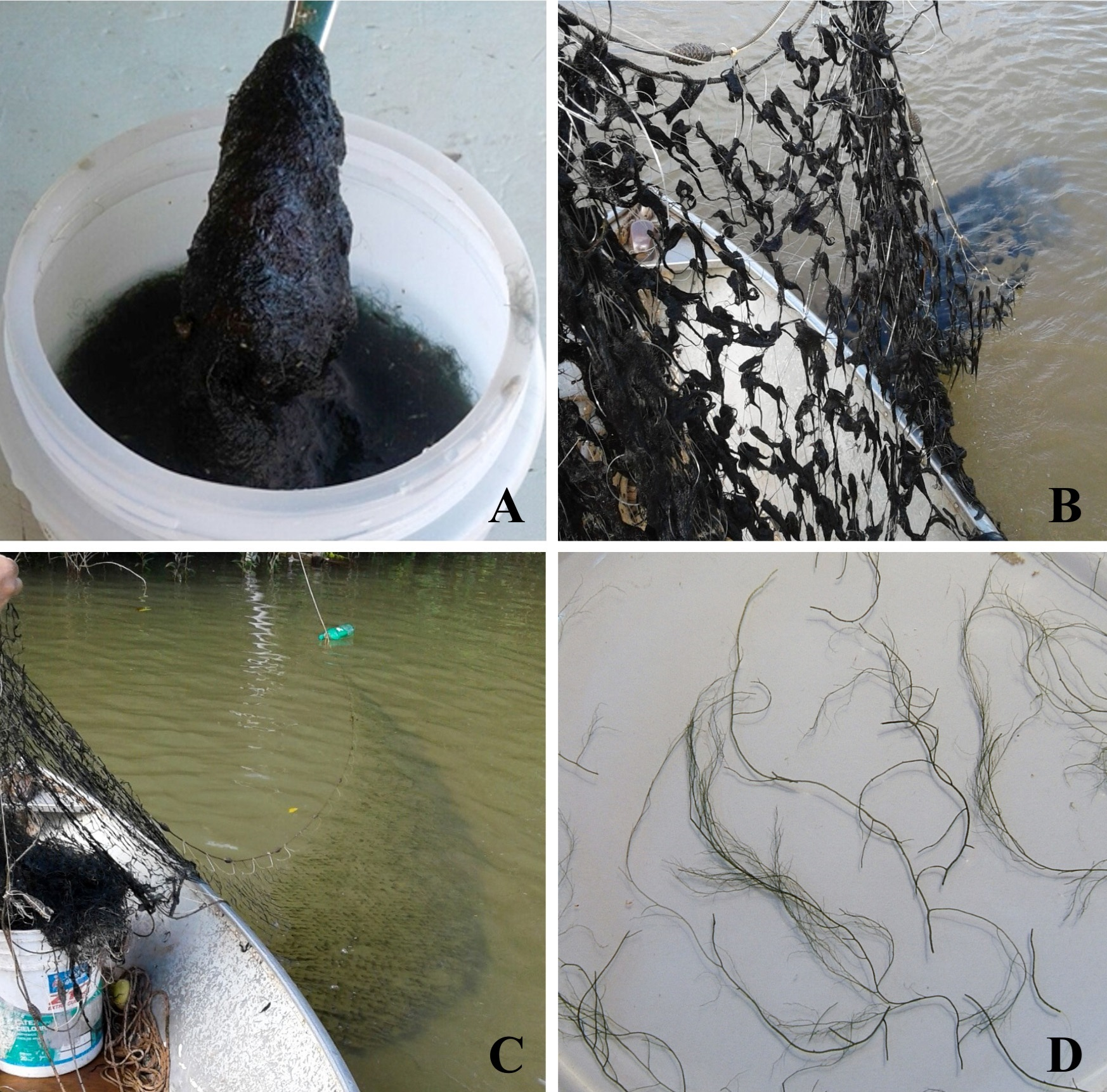
C. caeruleus aus dem Oberlauf des Río Paraná, Argentinien/Paraguay (D: allgemeines Aussehen der Thalli).
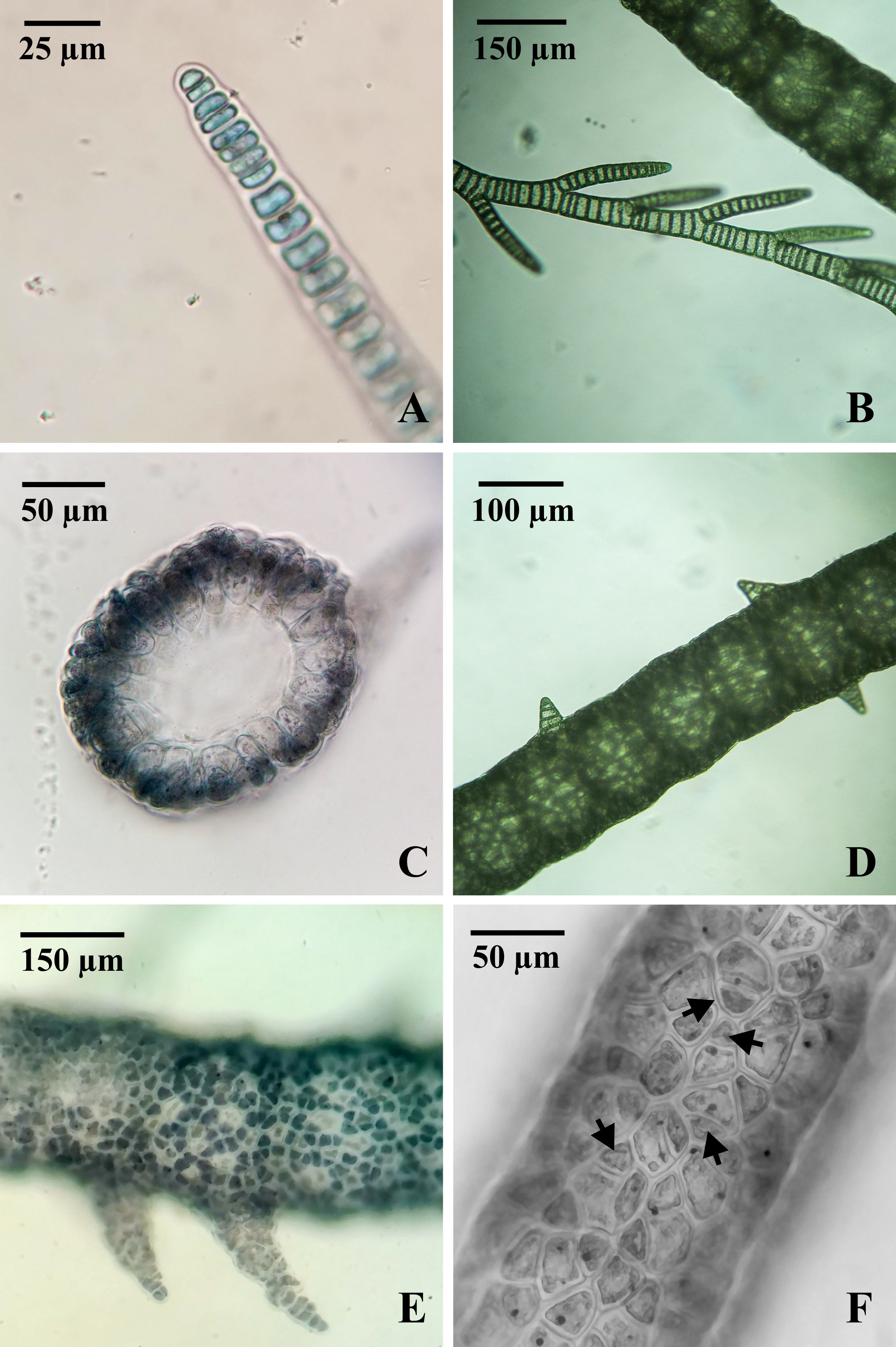
Morphologische Merkmale von C. caeruleus aus dem Río Paraná (C: Querschnitt mit Rindenzellen, F: reifer Faden mit Rindenzellen; Pfeilspitzen: Monosporangien & Monosporen.)

## Weiterführende Literatur
- Norma Meichtry de Zaburlín, Leila B. Guzmán, Micaela C. Escalada, Víctor M. Llano, Roberto E. Vogler: First record of the red alga Compsopogon caeruleus (Balbis ex C. Agardh) Montagne 1846 in the High Paraná River, Argentina-Paraguay. In: BioInvasions Records, Band 8, Nr. 4, 18. November 2019; doi:10.3391/bir.2019.8.4.03, ResearchGate:337578142 (englisch).
- Andrzej S. Rybak, Andrzej M. Woyda-Ploszczyca: Tropical red alga Compsopogon caeruleus: an indicator of thermally polluted waters of Europe in the context of temperature and oxygen requirements. In: Algae, Band 35, Nr. 4, 2022, pISSN 1226-2617, S. 301–316; doi:10.4490/algae.2022.37.11.18, eISSN 2093-0860 (englisch).